# ファニング (DD-37)
|          |                                                    |
| 艦歴     |                                                    |
| 発注     |                                                    |
| 起工     | 1910年3月29日                                      |
| 進水     | 1910年9月20日                                      |
| 就役     | 1911年5月23日（海軍） 1925年5月30日（沿岸警備隊）  |
| 退役     | 1919年11月24日（海軍） 1930年8月12日（沿岸警備隊） |
| その後   | 1934年5月2日にスクラップとして売却                 |
| 除籍     |                                                    |
| 性能諸元 |                                                    |
| 排水量   | 787 トン                                           |
| 全長     | 293 ft 11 in (89.6 m)                              |
| 全幅     | 27 ft (8.2 m)                                      |
| 吃水     | 8 ft 4 in (2.5 m)                                  |
| 機関     | 重油専焼缶4基                                      |
| 最大速   | 30ノット (56 km/h)                                 |
| 乗員     |                                                    |
| 兵装     | 3インチ砲5門 18インチ魚雷発射管6門                 |

ファニング (USS Fanning, DD-37) は、アメリカ海軍の駆逐艦。ポールディング級駆逐艦の1隻。艦名はナサニエル・ファニングに因む。

## 艦歴
ファニングは1911年4月29日にバージニア州ニューポート・ニューズのニューポート・ニューズ造船所で起工した。1912年1月11日にケネス・マッカルパイン夫人によって命名、進水し、1912年6月21日に艦長W・N・ジェファーズ大尉の指揮下就役する。ファニングは1920年7月17日に DD-37 に指定された。
就役後ファニングは大西洋艦隊の訓練計画に加わり、冬はカリブ海での艦隊演習、夏はニューイングランド沖での訓練を行った。バージニア州ノーフォークを拠点として、毎年その大半を同海域での砲術訓練に費やした。
第一次世界大戦が勃発しヨーロッパが戦渦に巻き込まれると、ファニングは不測の事態に備え、対応準備を強めた。2隻のドイツの仮装巡洋艦が1916年9月にノーフォークを訪れ、ファニングはそれらがアメリカ合衆国の領海を巡航する間、護衛を行った。1916年10月8日、ロードアイランド州ニューポートを出航したファニングはドイツ潜水艦U-58に沈められた船の乗組員を探索した。船は灯台船ナンタケットからそう遠くない距離に沈み、ファニングは生存者6名を救助、翌日彼らをニューポートに送り届けた。U-58の存在は、ドイツの潜水艦基地がロングアイランド湾からブロックアイランド湾の間に存在するかもしれないという推測に結びついた。ファニングは10月12日から14日にかけてその証拠を探索したが、何も見つけられず、その後は通常の任務に復帰した。
1916年10月の後半、ファニングおよび燃料艦ジェイソン (USS Jason, AC-12) は洋上給油の実験を行い、これによってアメリカ海軍は海上での自由な行動範囲と制海能力の拡大を得ることとなった。その8ヶ月間、ファニングは水雷および砲撃訓練、艦隊演習を行い実戦に備えた。その結果、1917年6月に出動を命じられたとき、ファニングは海外における任務に対処することができた。
アイルランドのクイーンズタウンを拠点としてファニングおよび姉妹艦は大西洋東部をパトロールし、船団護衛および沈没した商船の生存者救助に当たった。1917年11月17日の午後、U-58の潜望鏡を観測したファニング艦内に警戒が発せられた。ファニングは攻撃のためすばやく移動し、最初の爆雷攻撃を行い、これに僚艦のニコルソン (USS Nicholson, DD-52) が加わった。U-58 は外板を破壊され、海面で乗組員達は手を振り降参の意を示した。ファニングは彼らを捕虜として捕らえ、U-58 はそのまま着底した。U-58 は第一次世界大戦においてアメリカ海軍の駆逐艦によって破壊された最初の潜水艦2隻の内の1隻であった。
戦争の間、ファニングは護衛および偵察任務を継続した。数多く潜水艦と接触したものの、ファニングによる攻撃に決定的な物は無かった。ファニングは撃破された船舶を援助し、生存者を救助し、彼らを港へと運んだ。1918年8月8日、「ファニング」はドイツ潜水艦に雷撃された貨物船「Westward Ho」の乗組員25名を救命艇より収容し、次いでドイツ潜水艦に撃沈されたフランス装甲巡洋艦「デュプティ・トゥアール」の生存者74名を救助した。
1918年12月13日、ファニングはブレスト港で輸送船ジョージ・ワシントン (SS George Washington) に乗ったウッドロウ・ウィルソン大統領の観閲を受ける。その後翌年3月まで同地に留まった。イングランドのプリマスを訪れた後、ファニングはブレストを出航、帰国の途に就く。他の駆逐艦や駆潜艇の大艦隊と共に、途中ポルトガルのリスボン、アゾレス諸島のポンタ・デルガダに立ち寄った。
ファニングは1919年11月24日、フィラデルフィアで退役した。1924年6月7日に沿岸警備隊に移管され、ラム・パトロールの1隻として密造酒の取り締まりに従事し、1930年11月24日に海軍に返却された。ファニングは1934年5月2日にスクラップとして売却された。

## 参照
1. ↑  Fanning I (Destroyer No. 37), Dictionary of American Naval Fighting Ships

- この記事はアメリカ合衆国政府の著作物であるDictionary of American Naval Fighting Shipsに由来する文章を含んでいます。